# مجدي وهبة (أكاديمي)
مجدي وهبة (الإسكندرية، 19 أكتوبر 1925 ـ لندن، 4 أكتوبر 1991) هو أستاذ جامعي ومترجم ومعجمي مصري. كان أستاذًا للأدب الإنجليزي بكلية آداب جامعة القاهرة وعضوًا بمجمع اللغة العربية بالقاهرة.

## حياته
ولد يوسف مجدي مراد وهبة في الإسكندرية في 19 أكتوبر 1925، وهو ينتمي إلى عائلة قبطية مصرية بارزة، فهو ابن مراد وهبة باشا (الذي كان قاضيًا في المحاكم المختلطة والأهلية ومحكمة النقض والإبرام، ثم وزيرًا للزراعة، فوزيرًا للتجارة والصناعة) وحفيد رئيس الوزراء الأسبق يوسف وهبة باشا.

### تعليمه
تلقى مجدي وهبة تعليمه الابتدائي والثانوي بالمدرسة الإنجليزية بالقاهرة، ثم التحق بكلية الحقوق بجامعة فؤاد الأول (جامعة القاهرة حاليًا)، حيث حصل على ليسانس الحقوق سنة 1946، ثم سافر إلى باريس لدراسة القانون الدولي، فحصل على دبلوم عالٍ في القانون الدولي من جامعة باريس سنة 1947، لكنه لم يلبث أن تحول إلى دراسة الأدب الإنجليزي، فالتحق بكلية إكستر بجامعة أكسفورد، حيث حصل على درجة الليسانس في الآداب BA بمرتبة الشرف في الأدب الإنجليزي سنة 1949، ثم على درجة B. Litt في الأدب الإنجليزي من الجامعة ذاتها سنة 1954، قبل أن يحصل ـ من جامعة أكسفورد أيضًا ـ على درجة الدكتوراه في الأدب الإنجليزي سنة 1957. وكانت أطروحته للدكتوراه عن «أدب التربية الإنجليزية في الفترة من 1775 إلى 1800».

### عمله الأكاديمي
عمل مجدي وهبة مدرسًا للغة الإنجليزية بكلية التجارة بجامعة القاهرة، ثم انضم إلى هيئة تدريس الجامعة بعد حصوله على درجة الدكتوراه، فعُيِّن مدرسًا للأدب الإنجليزي بكلية الآداب سنة 1957، ثم أستاذًا مساعدًا، فأستاذًا.

### عمله بوزارة الثقافة
انتُدب مجدي وهبة للعمل بوظيفة وكيل وزارة الثقافة لشؤون العلاقات الثقافية الخارجية حين كان وزيرها ثروت عكاشة، وذلك في الفترة من 1966 إلى 1970، فعقد باسم الوزارة اتفاقات ثقافية مع العديد من دول العالم، وقام بدور محوري في تحقيق وتنفيذ ألفية القاهرة سنة 1969، فنظم مؤتمرًا عالميًا، وتولى اختيار المشاركين فيه والاتصال بهم، ثم نشر بعد ذلك أعمال المؤتمر باللغتين العربية والإنجليزية.

### عضوية المجالس والجمعيات
كان وهبة عضوًا بالمجلس الأعلى للثقافة، ومقررًا للجنة الترجمة في المجلس، وعضوًا كذلك في المجالس القومية المتخصصة في الثقافة والإعلام، وعضوًا في مجلس الشورى. وعضوًا في اللجنة الدائمة لترقية أساتذة اللغة الإنجليزية وآدابها في الجامعات المصرية.

#### عضوية مجمع اللغة العربية بالقاهرة
اختير الدكتور مجدي وهبة لعضوية مجمع اللغة العربية بالقاهرة سنة 1979، في المكان الذي خلا بوفاة الأستاذ عبد الحميد حسن، فشارك في عضوية لجان ألفاظ الحضارة، والفنون، والألفاظ والأساليب، والأدب، ومثل المجمع في عدة مؤتمرات، منها مؤتمرات الجمعية العامة للأكاديمية الدولية للعلوم، في كوبنهاغن (1983) وبروكسل (1984) وصقلية (1985).

## حياته الأسرية
تزوج مجدي وهبة من جوزفين وهبة، التي كانت أستاذة بالجامعة الأمريكية بالقاهرة.

## المؤلفات

### كتب مؤلفة
- مطالعات في الأدب والسياسة
- السياسة الثقافية في مصر (بالإنجليزية)
- شارك في تحرير الموسوعة القبطية التي أشرف علي تحريرها المؤرخ عزيز سوريال عطية ونشرتها بالإنجليزية دار النشر ماكميلان بنيويورك سنة 1991.[1]

### معاجم
- معجم مصطلحات الحضارة (نُشر بالقاهرة)
- معجم مصطلحات الأدب (إنجليزي ـ فرنسي ـ عربي): نُشر في بيروت (1974).
- معجم الفن السينمائي (إنجليزي ـ فرنسي ـ عربي): بالاشتراك مع أحمد كامل مرسي (1973).
- معجم المصطلحات العربية في اللغة والأدب (عربي إنجليزي): بالاشتراك مع كامل المهندس، صدرت طبعته الأولى عن مكتبة لبنان ناشرون سنة 1979، والثانية سنة 1984.[7]
- معجم العبارات السياسية الحديثة (إنجليزي ـ فرنسي ـ عربي): بالاشتراك مع وجدي رزق غالي، ونُشر في بيروت (1978).
- المختار (معجم إنجليزي ـ عربي موجز، 1989)
- An Arabic phrase book for use in the U.A.R.
- معجم القرن الحادي والعشرين (النفيس): وهو معجم إنجليزي ـ عربي، نشرته بعد وفاته مكتبة لبنان ناشرون والشركة المصرية العالمية ـ لونجمان.[2]

### ترجمة

#### من العربية إلى الإنجليزية
- أحلام شهرزاد (بالإنجليزية: The Dreams of Scheherazade)‏ للدكتور طه حسين: نشرتها الهيئة المصرية العامة للكتاب.[5]
- إبراهيم الكاتب (بالإنجليزية: Ibrahim the Writer)‏ لإبراهيم عبد القادر المازني: نشرتها الهيئة المصرية العامة للكتاب.[5]

#### من الإنجليزية أو الفرنسية إلى العربية
- رسائل إلى ملينا، لكافكا (بالاشتراك مع أحمد أبو زيد) سنة 1959
- راسيلاس أمير الحبشة، للدكتور صمويل جونسون (بالاشتراك مع كامل المهندس) سنة 1964.
- لن تحدث حرب طروادة (مسرحية فرنسية لجان جيرودو): نُشرت كملحق لمجلة المسرح (1964)
- مقال في الشعر المسرحي، لجون درايدن (بالاشتراك مع الدكتور محمد عناني) سنة 1964.
- إرديل (مسرحية فرنسية لجان أنويه): نُشرت كملحق لمجلة المسرح (1965)
- قدماء الإنجليز وملحمة بيولف (مترجمة عن الأنجلوساكسونية)
- ترجمة قصص كَنْتَرْبِري لتشوسر (بالاشتراك مع عبد الحميد يونس).

### أعمال أشرف على إخراجها
- لمحات عن كافكا
- مقالات عن قصة راسيلاس (بمناسبة مرور 200 عام على تأليفها)
- دراسات عن جورج إليوت (بمناسبة مرور مئة سنة على وفاتها)
- الدراسات الخاصة بالدكتور صمويل جونسون
- مجلة «دراسات القاهرة» (أسسها أواخر الخمسينيات، وكانت تصدر باللغة الإنجليزية ويحررها ويمولها من جيبه الخاص).[1]

## وفاته
توفي الدكتور مجدي وهبة في العاصمة الإنجليزية لندن في 4 أكتوبر 1991، بعد صراع طويل مع سرطان الدم دام قرابة سبع سنوات (1984 ـ 1991).